# Резолюція Ради Безпеки ООН 10
Резолюція Ради Безпеки ООН 10 — резолюція, прийнята 4 листопада 1946 року, згідно з якою припиняється безперервне спостереження за режимом Франко в Іспанії Радою Безпеки, а відповідні документи відправляються на розгляд Генеральної Асамблеєї. Резолюція була прийнята одноголосно.

## Див.також
- Резолюції Ради Безпеки ООН 1-100 (1946—1953)
- Резолюція Ради Безпеки ООН 7
- Резолюція Ради Безпеки ООН 4